# It’s a Bird…It’s a Plane…It’s Superman
It’s a Bird… It’s a Plane… It’s Superman ist ein US-amerikanisches Musical, basierend auf den Superman-Comics und -Charakteren von Jerry Siegel und Joe Shuster.
Die Musik schrieb Charles Strouse mit Texten von Lee Adams und einem Buch von David Newman und Robert Benton.
Nach seiner Uraufführung 1966 am Broadway und einer Fernsehfassung von 1975 erlebte das Musical ab 2010 neue Popularität. Die deutschsprachige Erstaufführung fand im September 2016 in Braunschweig statt.

## Handlung
Die Handlung beschreibt den Kampf von Superman gegen den „verrückten Wissenschaftler“ Dr. Abner Sedgwick, der sich aus Frustration über seine fehlende Anerkennung durch die wissenschaftliche Gemeinde an der Welt rächen will, indem er das Symbol des Guten – Superman – vernichtet.
Außerdem beschreibt das Musical die Liebesgeschichte zwischen Lois Lane, einer Kollegin von Supermans Alter Ego Clark Kent, Superman und einem Rivalen Max Mencken, ebenfalls Kolumnist beim Daily Planet, der sich mit Sedgwick verbündet, um Superman aus dem Weg zu schaffen.

## Entstehungsgeschichte

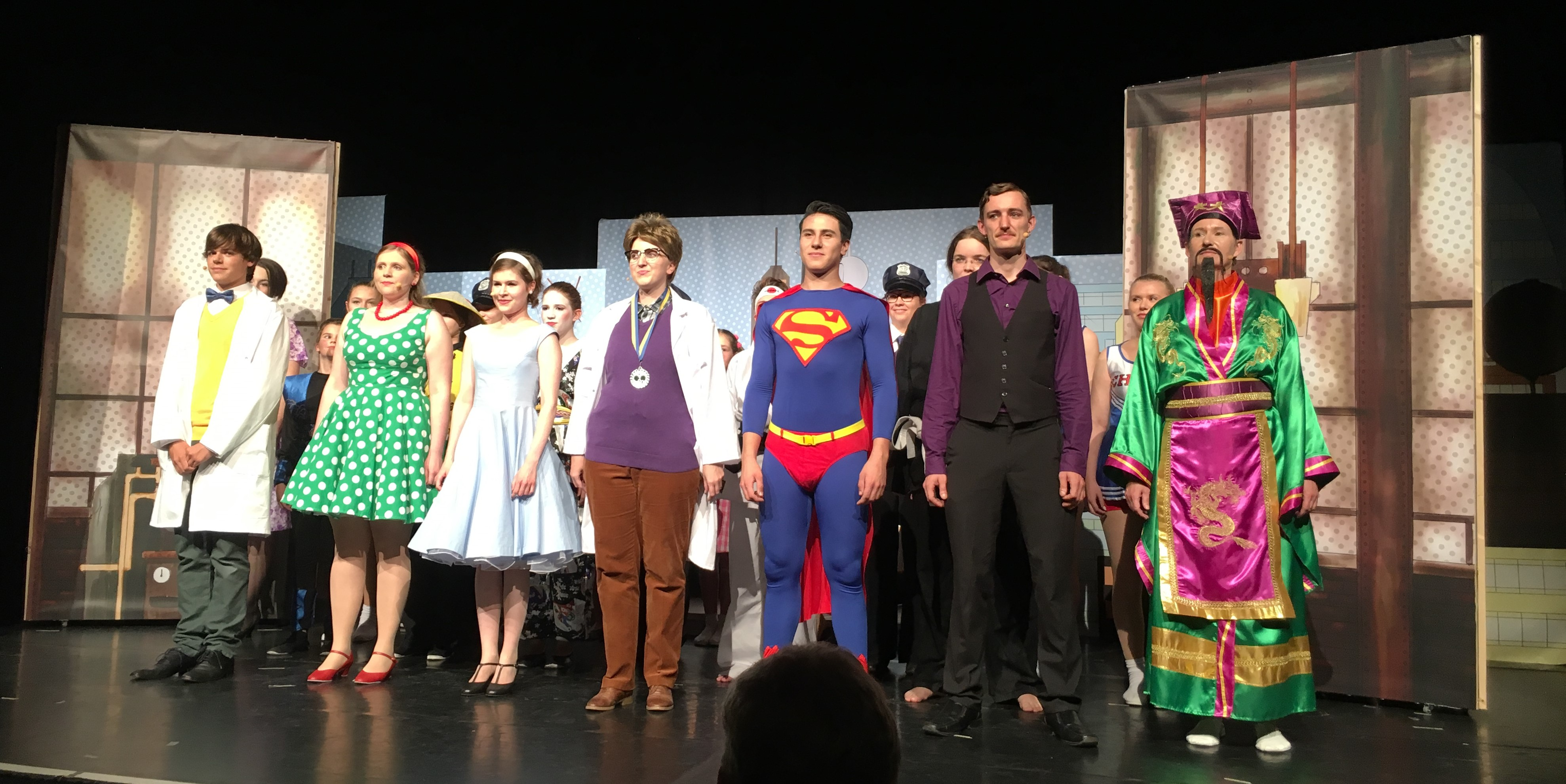
Cast der deutschsprachigen Erstaufführung von "It’s a Bird... It’s a Plane... It’s Superman" am 23. September 2016 in Braunschweig. Charaktere (v.l.n.r): Jim Morgan, Sydney Carlton, Lois Lane, Abner Sedgwick, Superman, Max Mencken, Father Ling

Die Uraufführung des Musicals fand am 29. März 1966 in New York am Broadway statt und war darauf folgend noch in St. Louis und Kansas City zu sehen.
1975 wurde eine Fernsehshow produziert, die gegenüber dem Original gekürzt und in einigen Handlungselementen verändert wurde.
Seine Renaissance erlebt das Musical seit 2007, als es konzertant in Los Angeles wiederaufgeführt wurde. Es folgten Inszenierungen in Dallas und New York und seit 2014 auch in Europa (London).
Die deutschsprachige Erstaufführung fand am 23. September 2016 in Braunschweig statt. Die deutsche Übersetzung und Inszenierung stammen von Katarina Krüper und Clemens Bahn.